# Messe en sol majeur (Poulenc)
La Messe en sol majeur, FP 89, est une messe brève de Francis Poulenc pour chœur mixte a cappella et soprano solo, composée en 1937.

## Historique
La Messe en sol majeur fait partie des premières œuvres sacrées composées par Poulenc, après les Litanies à la Vierge noire de Rocamadour en 1936. Il dédie cette pièce à la mémoire de son père décédé quelques années auparavant, en 1917. L'œuvre est créée à Paris le 3 avril 1938 par Les Chœurs de Lyon.

## Composition
Poulenc a mis en musique toutes les parties de la messe latine, à l'exception du Credo, il s'agit donc techniquement d'une messe brève, en cinq mouvements : 
1. Kyrie (animé et très rythmé)
2. Gloria (très animé)
3. Sanctus (très allant et doucement joyeux)
4. Benedictus (calme mais sans lenteur)
5. Agnus Dei (très pur, très clair et modéré)

Seul l'Agnus Dei requiert la soprano solo. 
L'écriture chorale pour chœur a cappella a été décrite comme étant d'une « pureté froide ».

## Discographie sélective
Il existe de nombreux enregistrements de la messe, le plus ancien pourrait être un enregistrement sur 78 tours d'environ 1940 des Chanteurs de Lyon (autre nom des Chœurs de Lyon, selon la BNF) dirigés par Ernest Bourmauck entre 1934 et 1942 .
- 1996, Francis Poulenc, Motets et messe en sol majeur, RIAS Kammerchor, Marcus Creed (dir.), Harmonia Mundi
- 1998, Francis Poulenc, Musique chorale religieuse, Nederlands Kamerkoor, Eric Ericson (dir.), Globe[3]
- 1998, Francis Poulenc, Oeuvres sacrées, Accentus, Laurence Equilbey (dir.), Musidisc[4]
- 2015, Ludus Verbalis volumes III & IV, Ensemble Aedes, Mathieu Romano (dir.), NoMadMusic[5]